# Sabine Groschup
Sabine Christiane Georgia Groschup, geb. Spatt, (* 12. September 1959 in Innsbruck) ist eine österreichische Künstlerin, Filmemacherin und Autorin.

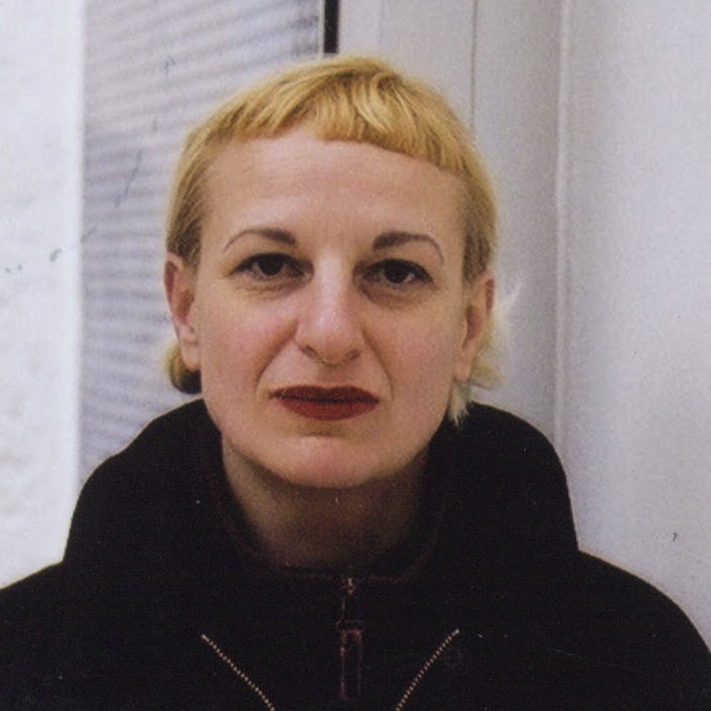
Sabine Groschup, Innsbruck 2002

Neben der Ausstellungstätigkeit als bildende Künstlerin mit Malerei, Videokunst, Raum- und Klanginstallationen, Objekten, Textilarbeiten und Fotografie und ihrem filmischen Schaffen im Bereich Animation, Experimentalfilm und Dokumentation, veröffentlicht Groschup erzählende Literatur und Essays. Dazu entsteht Lyrik, die sie assoziativ oder konkret in ihr bildnerisches Werk einbezieht.

## Leben und Werdegang
Sabine Groschup wurde 1959 als Tochter eines promovierten Volkswirten und Juristen und einer Büroleiterin der Tiroler Landesregierung in Innsbruck geboren. Ihre ältere Schwester, Karin Pegoraro, ist Biologin. Sie unterrichtet an der Ferrarischule in Innsbruck und promovierte über den Waldrapp. Ihre jüngere Schwester, Christiane Spatt, ist wie sie selbst Künstlerin. Beide haben mehrfach miteinander ausgestellt.
Anfang der 1980er-Jahre trennten sich ihre Eltern. Die Familie brach vollends mit dem Vater, der das Tourismuskolleg Innsbruck aufbaute und ihm viele Jahre als Direktor vorstand. Gleichzeitig hatte er eine tragende Rolle in der Studentenverbindung Rheno-Danubia, Innsbruck. Er verstarb 2007. Aus einer früheren Beziehung des Vaters ist eine Halbschwester hervorgegangen.
Eine wichtige Rolle in der Erziehung der drei Schwestern spielte die Großmutter mütterlicherseits, Olga Wille. Sie verstarb 2001 im 94. Lebensjahr. 2006 setzte ihr Groschup mit der Animation „Gugug“ ein filmisches Denkmal. Gugug war das typische Grußwort der aus Gries am Brenner stammenden Großmutter. Es wird von Groschup bis heute verwendet.
Groschup besuchte das Innsbrucker Bundesgymnasium und Bundesrealgymnasium Sillgasse. Ihr langjähriger Klassenvorstand war die an der Akademie der bildenden Künste Wien ausgebildete Kunsterzieherin und Künstlerin Martha Murphy. Im März 1979 schloss Groschup das Gymnasium mit der Reifeprüfung ab. Bereits im Oktober 1978 inskribierte sie an der Universität Innsbruck. Sie studierte dort zunächst Archäologie und Ur- und Frühgeschichte, ab dem Sommersemester 1979 dann Architektur, u. a. bei Josef Lackner.
Ständige politische Auseinandersetzungen mit dem Vater führten zum frühen Verlassen der elterlichen Wohnung am Innsbrucker Innrain, in einem Mehrfamilienhaus geplant von Norbert Heltschl. Sie heiratete 1978 den aus Innsbruck stammenden Filmtheoretiker Helmut Groschup, den späteren Gründer des IFFI Internationales Film Festival Innsbruck. Nur wenige Jahre später trennten sich beide. Die Ehe wurde 1994 geschieden.
1980 erfolgte die Übersiedelung nach Wien. Dort nahm sie das Studium der Architektur bei Wilhelm Holzbauer an der Universität für angewandte Kunst Wien auf, in einer von Männern dominierten Klasse. Aufgrund mangelnder Akzeptanz von architektonischen Entwürfen und Konzepten brach Groschup das Architekturstudium 1982 resigniert ab.

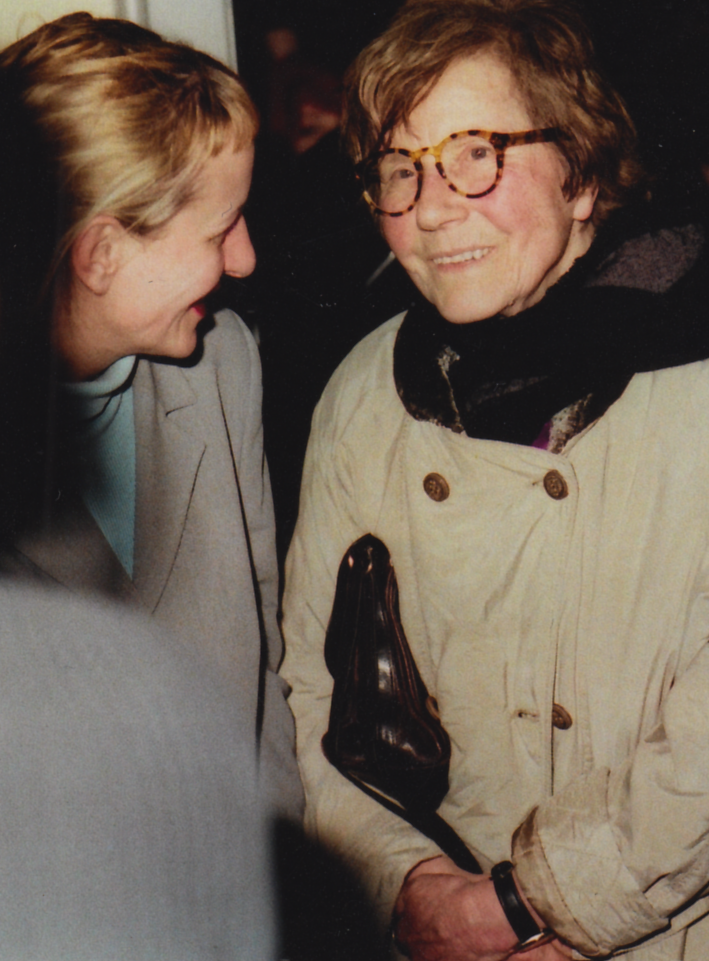
Sabine Groschup mit Maria Lassnig, Wien 2008

Sie bemühte sich um Aufnahme in die neu geschaffene „Meisterklasse für experimentelles Gestalten“ der 1980 an die Angewandte berufenen Malerin Maria Lassnig. Ursprünglich war die Klasse für Joseph Beuys gegründet worden. Lassnig war die erste Frau, die im deutschsprachigen Raum eine Professur für Malerei erhielt. Groschup wurde von Lassnig zunächst als Gasthörerin und ab dem Wintersemester 1982 als ordentliche Hörerin in ihre Klasse aufgenommen. An die Aufnahme der Lehrtätigkeit knüpfte die zur Zeit ihrer Berufung in New York lebende Maria Lassnig die Bedingung, ein Trickfilmstudio einrichten zu können. Malerei sollte hier, so die Vorstellung von Lassnig, in Bewegung versetzt werden. Das Lehrstudio für experimentellen Animationsfilm wurde von ihr ins Leben gerufen. Groschup war fasziniert von der Möglichkeit des bewegten Bildes. Sie war diejenige, die die ersten Kader im neugeschaffenen Trickfilmstudio schoss, und ihre Filme „1220“ und „Komeru Kanfas“ waren 1983 die ersten beiden Filme, die ebendort entstanden. Bis zum Ende von Lassnigs Lehrtätigkeit 1989 schuf Groschup 13 weitere Animationsfilme im Trickfilmstudio, bevor sie die Angewandte 1990 verließ.
Noch im gleichen Jahr inskribierte sie an der Universität Wien für Ethnologie. 1992 wurde sie exmatrikuliert. Groschup beendete ihre 1978 begonnenen Studien ohne ordentlichen Abschluss.
Nach Aufenthalten in Chicago, Hannover und Berlin lebt sie seit 1997 überwiegend in Wien. Parallel zu ihrer künstlerischen Tätigkeit arbeitet Groschup im Technischen Museum Wien im Bereich der konservatorischen Objektbetreuung. Seit 2002 war sie externe Mitarbeiterin, seit Jänner 2007 im Angestelltenverhältnis. Seit 2010 ist sie dort zudem Betriebsrätin.
Groschup ist seit 2002 verheiratet mit dem deutschen Kurator, Ausstellungsmacher, Produzenten und Bühnenbildner Georg Weckwerth. Die Ehe blieb kinderlos.

## Filme

### Animationsfilme
- 1982: Wiener Walzer
- 1982: Kopfsteinpflaster
- 1983: 1220
- 1983: Komeru Kanfas
- 1984: Kloppun Kunfes
- 1984: Maju
- 1984: Muart
- 1984: O-Game O
- 1984: Yks-Raw
- 1986: Messer
- 1986: Nudeln
- 1987: 1x1 des glücklichen Lebens
- 1987: Geld
- 1988: Haus[7]
- 1988: Liebe[8]
- 1989: All das All
- 1989: Guten Morgen Madam Mona
- 1990: Vahnzinn - aus den Augen außerhalb ist der Sinn
- 1992: 10-13-Nur Lügen vielleicht
- 1993: Abitiamo Insieme
- 1999: Wideawake - Hellwach
- 2000: Ghosts - Nachrichten von Wem
- 2006: Gugug
- 2012: Unterwegs
- 2013: Smalltalk
- 2013: Sehnsucht in das Grün

### Kurzfilme
- 1986: I Love My Dentist (Musikvideo, gem. mit Bady Minck und Pascale Velleine)
- 1986: Tichy (künstlerischer Werbefilm, gem. mit Bady Minck und Stefan Stratil)[9]
- 1987: 1x1 des glücklichen Lebens (Kurzfilmbeitrag zum gleichnamigen Gemeinschaftsprojekt der Meisterklasse von Maria Lassnig.)
- 1988: Denkwürdigkeiten eines Nervenkranken 2. Teil (Kurzfilmbeitrag zum gleichnamigen Film von Ernst Schmidt jr.)[10]
- 1989: Das Attentat - denn sie wissen nicht, was sie tun sollen (Kurzfilmbeitrag zum Spielfilm mit gleichzeitiger Live-Aktion vor der Leinwand von Florian Flicker)[11]
- 1989: Hilfe, Hilfe die Globolinks (Kurzfilmbeitrag zur Inszenierung von Michael Sturminger am Opernhaus Zürich der gleichnamigen Oper von Gian Carlo Menotti)
- 1992: Das unsagbare Sagen (Kurzfilmbeitrag zum gleichnamigen Film von VALIE EXPORT, Oswald Wiener und Ingrid Wiener)
- 1993: Denkwürdigkeiten eines Nervenkranken 3. Teil (Kurzfilmbeitrag zur Fortsetzung des gleichnamigen Films von Ernst Schmidt jr.)
- 1994: Attwengerfilm (Kurzfilmbeitrag zum gleichnamigen Film über die österreichische Musikgruppe Attwenger)[12]
- 1999: 4 x 15 min. (Remember Ansgar)[13]
- 2001: Ohne Titel (Super-8-Film als Flaschenpost zum Projekt Transdanubia)

### Experimentalfilme
- 1994: Call Ester All (gem. mit C. Angelmaier)
- 2005: Schöner Wohnen (gem. mit Maria Welzig und Gerhard Steixner)
- 2012: (JC{639}). Experimentelle Dokumentation zu John Cages ORGAN2/ASLSP in Halberstadt[14]
- 2012–20: (JC{639}) #1 - 89. Filmedition in progress mit 89 Zufallsvariationen des Films (JC{639}) zu John Cages ORGAN2/ASLSP in Halberstadt

### Dokumentationen
- 1995: SoundArt 95. Super-8-Dokumentation. Internationales Klangkunstfestival, Hannover[15]
- 1996: sonambiente festival für hören und sehen. Internationale Klangkunst im Rahmen der 300-Jahr-Feier der Akademie der Künste (Berlin)[16][17]
- 2006: sonambiente berlin 2006, Klang Kunst Sound Art, Festival für Hören und Sehen. Akademie der Künste & Berliner Festspiele[18]

### Trailer
- 1985: Österreichisches Filmmuseum Wien
- 1990: Films Trespassing. Internationales Dokumentarfilmfestival, Filmcasino Wien
- 1991: Bilderwandel. Frauenfilmfestival, Artis-Kino, Wien
- 1995: SoundArt 95. Internationales Klangkunstfestival, Hannover

### Belletristik
- Alicia und die Geister. Debütroman, begleitet von einem Band mit Interviews. Czernin, Wien 2005, ISBN 3-7076-0052-1. (Die Erstauflage des Romans wurde aufgrund eines Verlagsfehlers fehlgedruckt. Die Autorin erteilte der Auflage keine Freigabe. Ein Neudruck ist bislang nicht erfolgt)
- Teufels Küche. Kriminalroman. Czernin, Wien 2008, ISBN 978-3-7076-0268-5.
- Tim und die Blumen. Kriminalroman. Czernin, Wien 2009, ISBN 978-3-7076-0288-3.

### Lyrik
- Augusta Laar, Alma Larsen, S. I. Struck (Hrsg.): Hingerissen in eurer Mitte. Schamrock-Festival der Dichterinnen 2012. Allitera Verlag, München 2013, ISBN 978-3-86906-539-7.
- Erika Kronabitter (Hrsg.): Hab den der die das. Der Königin der Poesie. Friederike Mayröcker zum 90. Geburtstag. Edition Art Science, St. Wolfgang 2014, ISBN 978-3-902864-41-3.

### Essay
- Sabine Groschup: Freie Bilder. Animation im Kontext von Ausstellungen. In: Christian Dewald, Sabine Groschup, Mara Mattuschka, Thomas Renoldner (Hrsg.): Die Kunst des Einzelbilds. Animation in Österreich - 1832 bis heute. Verlag filmarchiv austria, Wien 2010, ISBN 978-3-902531-66-7.
- Sabine Groschup: Ganzheiten. Maria Lassnig …. In: Birgitt Wagner und Waltraud Grausgruber (Hrsg.): Tricky Women. AnimationsFilmKunst von Frauen. Schüren, Marburg 2011, ISBN 978-3-89472-723-9.
- Sabine Groschup: David und Davida. In: Kunstverein Galerie Arcade (Hrsg.): Sculpsit. Plastik, Objekt, Skulptur.  Buch zur Ausstellung sculpsit P.O.S. II im Kunstraum Arcade in Mödling vom 08.11. bis 20.12.2015. art & print, Brunn am Gebirge 2015, ISBN 978-3-9503475-9-3.
- Sabine Groschup: Ineinander verwurschtelt. In: Katharina Rueprecht (Hrsg.): Florian Flicker Nahaufnahmen. Verlag Bibliothek der Provinz, Weitra 2018, ISBN 978-3-99028-668-5.
- Sabine Groschup: Im Land, wo die Zitronen blühen. In: Kunstverein Galerie Arcade (Hrsg.): Arcadien. Buch zur Ausstellung Was von Arkadien übrigblieb … im Kunstverein Kärnten / Künstlerhaus Klagenfurt vom 23.06. bis 11.08.2018. der wolf verlag, Wolfsberg 2018, ISBN 978-3-902608-80-2.

## Publikationen
- Christian Dewald, Sabine Groschup, Mara Mattuschka, Thomas Renoldner (Hrsg.): Die Kunst des Einzelbilds. Animation in Österreich - 1832 bis heute. Verlag filmarchiv austria, Wien 2010, ISBN 978-3-902531-66-7.
- Sabine Groschup, Galerie Michaela Stock (Hrsg.): Sabine Groschup The Hidden, Etc. Künstlerkatalog. Wien 2011, ISBN 978-3-902768-20-9.
- Sabine Groschup, Georg Weckwerth (Hrsg.): (JC{639}). Ein Film in 89 Zufallsvariationen zu John Cages ORGAN2/ASLSP in der St. Burchardi Kirche in Halberstadt. DVD und Leseheft. Mit Schwarzweißfotografien von Barbara Klemm. Wien 2013, ISBN 978-3-200-02698-8.
- Wolfgang Meighörner & Tiroler Landesmuseen-Betriebsgesellschaft m.b.H. (Hrsg.): Sabine Groschup (JC{639}) ½ Edition Etc. Katalog zur gleichnamigen Einzelausstellung von Sabine Groschup im Tiroler Landesmuseum Ferdinandeum vom 4.3. bis 12.6.2016. Innsbruck 2016, ISBN 978-3-900083-63-2.[19]

## Auszeichnungen
- 1984: Begabtenstipendium der Tiroler Landesregierung
- 1986: Golden Venus, The best Austrian Commercial of the Year für den Film Tichy (gem. mit Bady Minck und Stefan Stratil), Creative Club Austria, Wien[20]
- 1987: Distinction by Lürzers Archiv für den Film Tichy (gem. mit Bady Minck und Stefan Stratil), Frankfurt am Main[21]
- 1988: Auszeichnung der VIENNALE für die Animationsfilmgruppe ASIFA Austria (Association Internationale du Film d’Animation), Wien
- 2007: Tricky Women Synchro Film & Video Award[22] für den Animationsfilm Gugug[23], Wien[24]
- 2008: Siegerprojekt Kunst im öffentlichen Raum des Landes Tirol 2008 mit VogelZeitRaum - Space(s) for Bird Time, Innsbruck[25]
- 2009: Gewinnerin des kinovi[sie]on[26] Kurzfilmwettbewerbs [eye]identities[27] mit Gugug, Innsbruck
- 2012: Preis der Landeshauptstadt Innsbruck für künstlerisches Schaffen (Kunstzweig Bildende Kunst, Bereich Malerei)[28]

## Mitgliedschaften
- ASIFA Austria (Association Internationale du Film d’Animation), Gründungsmitglied und Vorstand, ab 1983
- Tiroler Künstlerschaft, ab 1999
- GEDOK München, Gemeinschaft der Künstlerinnen und Kunstförderinnen, ab 2012
- Künstlerhaus, Gesellschaft bildender Künstlerinnen und Künstler Österreichs, ab 2013
- TONSPUR Kunstverein Wien, Gründungsmitglied und Vorstand, ab 2015
- FLUSS | NÖ Initiative für Foto- und Medienkunst, ab 2016